# Al Wistert
Albert Alexande Wistert (Chicago, 28 dicembre 1920 – Grants Pass, 5 marzo 2016) è stato un giocatore di football americano statunitense di ruolo tackle nella National Football League (NFL) per i Philadelphia Eagles.
Ha giocato tutta la sua carriera di nove anni nella NFL per gli Eagles diventando capitano della squadra. È stato chiamato a giocare nel primo Pro Bowl della NFL come Eagle. Durante la maggior parte della carriera di Wistert non ci sono state partite di calcio All-star, anche se è stato nominato nella squadra del campionato All-Pro otto volte.
Wistert ha giocato college football alla University of Michigan. È uno dei tre fratelli - insieme a  Whitey e  Alvin - che furono nominati  All-American tackle al Michigan e successivamente inserito nel College Football Hall of Fame. È stato il primo alunno del Michigan ad essere selezionato per la National Football League Pro Bowl. I fratelli Wistert indossavano tutti la maglia n. 11 al Michigan e sono tra i sette giocatori che si sono ritirati dal programma Michigan Wolverines football. Il loro numero sarà rimesso in circolazione a partire dal 10 novembre 2012, prima di una partita casalinga del Michigan contro la  Northwestern come parte del programma Michigan Football Legend.